# Eagle-Vail
Eagle-Vail è un centro abitato (census-designated place) degli Stati Uniti d'America, situato nella contea di Eagle dello stato del Colorado. Nel censimento del 2000 la popolazione era di 2.887 abitanti.

## Geografia fisica
Secondo i rilevamenti dell'United States Census Bureau, Eagle-Vail si estende su una superficie di 5,1 km².